# Traité de Bangkok
Convention sur l'interdiction des armes chimiques (1993) Traité de Pelindaba (1996)
Le Traité de Bangkok vise à créer une zone exempte d'armes nucléaires en Asie du Sud-Est. Il a été ouvert à la signature à Bangkok en Thaïlande, le 15 décembre 1995 et est entré en vigueur le 28 mars 1997.
Le traité a été négocié et mis en place dans le cadre de l'ASEAN, l'Association des nations de l'Asie du Sud-Est, dont les dix États-membres ont ratifié le Traité : la Birmanie, Brunei, le Cambodge, l'Indonésie, le Laos, la Malaisie, les Philippines, Singapour, la Thaïlande et le Vietnam.
Selon les dispositions du traité, les États parties s'engagent à ne pas : "développer, fabriquer, acquérir, posséder ou contrôler des armes nucléaires ; stationner ou transporter des armes nucléaires de quelque manière que ce soit ; tester ou utiliser des armes nucléaires".
Le Traité comporte un protocole en vertu duquel les cinq puissances nucléaires reconnues par le Traité sur la non-prolifération des armes nucléaires (TNP) (à savoir, la Chine, les États-Unis, la France, la Russie et le Royaume-Uni) s'engagent à respecter le Traité et à ne pas contribuer à une violation de celui-ci par les États parties.
Aucune des puissances nucléaires n'a signé ce protocole en raison de leur crainte que les dispositions du Traité de Bangkok ne restreignent la liberté de mouvement de leurs navires et avions dans les eaux et espaces internationaux à proximité de l'Asie du Sud-Est.

## Adhésion
| État        | Signé le         | Ratifié le       |
| ----------- | ---------------- | ---------------- |
| Brunei      | 15 décembre 1995 | 22 novembre 1996 |
| Cambodge    | 15 décembre 1995 | 27 mars 1997     |
| Indonésie   | 15 décembre 1995 | 10 avril 1997    |
| Laos        | 15 décembre 1995 | 16 juillet 1996  |
| Malaisie    | 15 décembre 1995 | 11 octobre 1996  |
| Birmanie    | 15 décembre 1995 | 17 juillet 1997  |
| Philippines | 15 décembre 1995 | 21 juin 2001     |
| Singapour   | 15 décembre 1995 | 27 mars 1997     |
| Thaïlande   | 15 décembre 1995 | 20 mars 1997     |
| Viêt Nam    | 15 décembre 1995 | 26 novembre 1996 |

| État        | Signé le | Ratifié le |
| ----------- | -------- | ---------- |
| Chine       |          |            |
| États-Unis  |          |            |
| France      |          |            |
| Royaume-Uni |          |            |
| Russie      |          |            |